# Franz Adamczik
Franz Vinzenz Adamczik, též František Adamčík (5. dubna 1822 Brno – 28. srpna 1871 Brno), byl rakouský právník a politik německé národnosti z Moravy, poslanec Moravského zemského sněmu.

## Biografie
Pocházel z rodiny úředníka. Adamczik bydlel ve vile na brněnském Cejlu. Profesí byl advokátem v Kyjově, později v Brně. Do Brna přenesl svou praxi roku 1861 poté, co byl jmenován do zemského výboru (viz níže). Do roku 1866 patřil mezi hlavní politické osobnosti Brna. Oceňováno bylo jeho působení během pruské okupace města roku 1866. Jeho manželkou byla Julia Beyer (dcera magistrátního úředníka). Měli syna Josefa, matematika a vysokoškolského profesora.
Zapojil se i do vysoké politiky. V zemských volbách roku 1861 byl zvolen na Moravský zemský sněm, kde zastupoval kurii městskou, obvod Kyjov, Vyškov, Strážnice. Na sněmu působil v odboru pro jednací řád a 18. dubna 1861 byl zvolen za přísedícího (člena) Moravského zemského výboru. Od listopadu 1862 zasedal v sněmovním výboru pro obecní pořádek, v komisi pro osvobození studentů od vojenské služby, v komisi pro základní zdravotní zákon na Moravě a v komisi k vypracování jednacího řádu a v zemském výboru. Od ledna 1863 byl členem odboru ke zkoušení obecního zákona, od února 1863 odboru pro zákon o dělitelnosti pozemností na Moravě, od března 1863 odboru pro zavedení porotních soudů. Na sněmu předkládal návrhy v češtině i němčině, v rozpravách používal převážně němčinu. Byl řazen k liberální straně (tzv. Ústavní strana, liberálně a centralisticky orientovaná).
V roce 1863 si nechal v Černých Polích vedle vily starosty Karla Giskry postavit vlastní rodinnou vilu, která se nedochovala. Zemřel v srpnu 1871 po dlouhé nemoci, která mu po několik let zatemňovala ducha.